# A vörös sárkány legendája
A vörös sárkány legendája (eredeti cím: 洪熙官之少林五祖, Hung Hszi Kuan: Cse Sao Lin vu cu (Hong Xi Guan: Zhi Shao Lin wu zu), angol cím: The New Legend Of Shaolin) 1994-ben bemutatott hongkongi harcművészeti film Jet Livel a főszerepben. 

## Történet
Hung Hszi-kuan (Jet Li) feleségét megölik, falujának lakóit is lemészárolják. Fiával útnak indul élelem után, amikor összetalálkozik három fiatal saolin szerzetessel, akiknek hátára kincsekhez vezető térképet tetováltak. Hung és fia a saolinok védelmére kel, amikor a gonosz mandzsu harcosok rájuk támadnak.